# Elna Baker
Elna Baker (nascida em janeiro de 1982) é uma escritora e artista de histórias de humor. Suas histórias têm sido apresentadas em programas de rádio como o This American Life, The Moth, BBC Radio 4 e Studio 360. Em outubro de 2009, publicou seu livro The New York Regional Mormon Singles Halloween Dance, que narra sua experiência como uma jovem mórmon, única na cidade de Nova York.

## Biografia
Baker nasceu em Tacoma, Washington e foi criada como uma membra de A Igreja de Jesus Cristo dos Santos dos Últimos Dias. Aos nove anos de idade, viveu em Madrid e Londres. O pai dirige uma fábrica de titânio na Sibéria, onde seus pais residem agora.